# Furutaka (1926)
El Furutaka (古鷹 halcón viejo?) fue el primero de los cruceros pesados de la Armada Imperial Japonesa. Formaba junto a su gemelo Kako la Clase Furutaka.

## Descripción
El Furutaka fue diseñado siguiendo el Programa 1922-1929, que sustituyó al Programa 1920-1928 tras la ratificación del Tratado Naval de Washington. Por ello su diseño fue el primero de la nueva clasificación de crucero pesado. Uno de los objetivos principales fue el ahorro de peso. Para conseguirlo sin sacrificar la resistencia longitudinal, el francobordo se reducía el arrufo desde proa a popa en dos ocasiones, aproximadamente a los tercios de la eslora. El armamento de proa quedaba en la sección más alta. La superestructura hasta el mástil de popa reducía su altura desde el puente, y la sección de popa era la que disponía de menor distancia libre al agua.
Entre 1932 y 1933 experimentó una primera modificación, en la que su armamento antiaéreo fue modificado e incrementado. Del mismo modo, se sustituyó la plataforma de lanzamiento que equipó desde su origen por una catapulta. Entre 1937 y 1939 nuevamente fue modificado, en esta ocasión más profundamente. Las seis torretas simples fueron reemplazadas por tres torretas dobles, los tubos lanzatorpedos, fijos en origen, fueron sustituidos por dos montajes cuádruples, uno por banda, y se añadieron protecciones antitorpedo al casco. Esta última modificación incrementó el desplazamiento, lo que redujo ligeramente la velocidad.

## Historial
Al entrar Japón en la Segunda Guerra Mundial, fue asignado originalmente a la fuerza de invasión de Guam, que tuvo lugar el 10 de diciembre de 1941. Tres días después fue asignado a la segunda fuerza de invasión de la isla Wake, que cayó el 23 de diciembre. Participó en la batalla del mar del Coral, donde no resultó dañado, escoltando tras la misma al maltrecho portaaviones Shōkaku hasta la base de Truk.
El 9 de agosto de 1942 toma parte en la batalla de la isla de Savo, donde tampoco resulta alcanzado, aunque su suerte cambió en la batalla del cabo Esperanza. Fue alcanzado por un torpedo y al menos 90 impactos de artillería que le hicieron perder la proa, hundiéndose a las 2 AM finalmente el 12 de octubre de 1942 en la posición (09°02′S 159°33′E / -9.033, 159.550). Fallecieron 33 miembros de la tripulación, rescatando los destructores Hatsuyuki, Murakumo y Shirayuki a 514 tripulantes. Posteriormente, los estadounidenses rescatarían a otros 115, que pasaron a ser prisioneros de guerra.

## Pecio
El pecio del Furutaka fue descubierto por el RV Petrel de Paul Allen a 1.400 m de profundidad el 12 de octubre de 2024, está dividido en dos secciones mostrando su proa separada pero contigua al resto y limpiamente cortada, el casco en posición normal y la superestructura del puente yace separada a 600m de la proa. 